# برسکی-کولونگا
برسکی-کولونگا (به لهستانی:  Bryski-Kolonia) یک روستا در لهستان است که در گمینا گورا شوینتی ماوگوژاته واقع شده‌است.